# Per Buckhøj
Per Buckhøj, född  10 februari 1902 i Århus, död 21 oktober 1964 i Frederiksberg i Köpenhamn, var en dansk skådespelare. Buckhøj var gift med skådespelaren Henny Lindorff (1902–1979) från 1933 och far till skådespelaren och teaterdirektören Jørgen Buckhøj. Han medverkade i 36 filmer mellan 1942 och 1958.

## Filmografi i urval
- Flådens blå matroser (1937)
- Flickor på villovägar (1944)
- Mordets melodi (1944)
- Fyra fula fiskar (1945)
- De røde enge (1945)
- Morfin (1946)
- Oktoberroser (1946)
- Ditte människobarn (1946)
- Mani (1947)
- Soldaten och Jenny (1947)
- Tag vad du vill ha (1947)
- Familien Swedenhielm (1947)
- Vi rackarungar (1947)
- Med livet som insats (1948)
- Hvor kunde og sælger mødes (1948)
- Det gælder os alle (1949)
- Blixtreportern (1950)
- Flyg med i det blå (1951)
- To minutter for sent (1952)
- Kärlekskarusell (1953)
- The Vikings (1958)